# Coryphopterus bol
Coryphopterus bol és una espècie de peix de la família dels gòbids i de l'ordre dels perciformes.

## Morfologia
Els mascles poden assolir els 3,2 cm de longitud total.

## Distribució geogràfica
Es troba a Puerto Rico, les Illes Verges Nord-americanes i la costa atlàntica de Panamà.